# 名和村 (愛知県)
名和村（なわむら）は、愛知県知多郡にかつてあった村。
現在の東海市北部（名和町・南柴田町など）を村域とした。

## 歴史
- 明治2年 - 1889年時点の村域に知多郡名和村、浅山新田、名和前新田および愛知郡柴田新田（内、南柴田新田）、新宝新田が存在[1][2][3]。
- 明治初頭 - 愛知郡柴田新田が南柴田新田と北柴田新田に分立する[4]。
- 1878年（明治11年）12月28日 - 郡区町村編制法施行にあたって、以下の合併が行われる。
  - 名和村、浅山新田、名和前新田が合併し、名和村となる[5]。
  - 南柴田新田と新宝新田が合併し、南柴田新田となる[6]。
- 1889年（明治22年）10月1日 - 町村制施行に伴い、知多郡名和村と愛知郡南柴田新田が合併し、知多郡名和村が発足[5]。
- 1906年（明治39年）5月1日 - 名和村、荒尾村、富木島村が合併し、上野村が発足する[7]。

## 教育
- 名和尋常高等小学校（現・東海市立名和小学校）